# NGC 1533
NGC 1533 (również PGC 14582) – galaktyka soczewkowata (SB0), znajdująca się w gwiazdozbiorze Złotej Ryby. Odkrył ją John Herschel 5 grudnia 1834 roku.